# Селлинен, Александр Карлович
Александр Карлович Селлинен (1848—1911) — российский генерал-майор, герой русско-турецкой войны 1877—1878 годов.

## Биография
Родился 23 февраля 1848 года, лютеранин. Начальное образование получил в Ставропольской классической гимназии, по окончании которой 1 ноября 1866 года был принят в Тифлисское пехотное юнкерское училище. Выпущен из училища по 2-му разряду 2 февраля 1871 года прапорщиком в 80-й пехотный Кабардинский полк. 15 августа 1873 года произведён в подпоручики и 25 марта 1876 года — в поручики 3-го Кавказского стрелкового батальона.
В 1877—1878 годах принял участие в Русско-турецкой войне, сражался на Кавказе. За боевые отличия был награждён орденом Св. Владимира 4-й степени с мечами и бантом. 26 декабря 1877 года ему был пожалован орден Св. Георгия 4-й степени:
27 июня 1877 г., во время освобождения Баязетского гарнизона из блокады, поручик Селлинен с командуемою им 4-ю ротою вошёл в старую Баязетскую крепость, занятую турецкими войсками, значительное число коих было переколото и более тридцати взято в плен; затем он двинулся к высотам, на которых находилась турецкая батарея и взял с боя два орудия.
2 ноября 1878 года Селлинен был произведён в штабс-капитаны и вернулся в Кабардинский полк. 15 августа 1884 года произведён в капитаны, 25 февраля 1895 года — в подполковники и 26 ноября 1899 года — в полковники. Более 18 лет он командовал ротами в 3-м Кавказском стрелковом батальоне и Кабардинском полку, и почти 6 лет — батальоном.
В конце 1900 года Селлинен оставил Кавказ и уехал на Дальний Восток, поскольку 18 декабря 1900 года был назначен командиром Порт-Артурского крепостного пехотного полка; после того как 30 октября 1903 года этот полк был переформирован в 25-й Восточно-Сибирский стрелковый полк Селлинен остался его командиром. Принял участие в русско-японской войне, но уже в самом начале кампании был тяжело ранен и эвакуирован в центральные губернии на лечение.
23 июля 1904 года Селлинен был назначен Малмыжским уездным воинским начальником в Вятской губернии. По окончательном излечении он 22 июня 1905 года получил в командование 36-й пехотный Орловский полк. 11 февраля 1909 года он был произведён в генерал-майоры и возглавил 1-ю бригаду 30-й пехотной дивизии. 6 марта 1911 года из-за болезни вышел в отставку и уже 26 марта скончался.
Его брат Густав был подполковником.

## Награды
Среди прочих наград Селлинен имел ордена:
- Орден Святого Георгия 4-й степени (26 декабря 1877 года)
- Орден Святого Владимира 4-й степени с мечами и бантом (1878 год)
- Орден Святого Станислава 2-й степени (1895 год)
- Орден Святой Анны 2-й степени (30 ноября 1901 года)
- Орден Святого Владимира 3-й степени (2 марта 1908 года)